# Santa Rosa y Los Rojo
La comuna rural de Santa Rosa y Los Rojo (también conocida como Pueblo Independencia o León Rouges y Santa Rosa) se ubica en el sur de la provincia de Tucumán, en el departamento Monteros, a la vista de las precordilleras de los Andes. Está compuesta por la localidad de Leon Rouges, Santa Rosa, Huasa pampa , Los Rojos , Los costillas y Yonopongo.
También se aclara que en esta localidad se encuentra la antigua ciudad de IBATIN, la cual es la primera fundación de San miguel por alla del siglo XVI
El Pueblo lleva el nombre del fundador del Ingenio Santa Rosa 
El señor León Rouges, el mismo le puso ese nombre al ingenio ya que era devoto de la virgen Santa Rosa de lima 
A la cual se celebra su dia el 30 de agosto donde se convoca a los fieles de la virgen ya antes nombrada

## Población
La planta urbana cuenta con 3530 habitantes (Indec, 2010), lo que representa un incremento del 8% frente a los 3260 habitantes (Indec, 2001) del censo anterior.
| Gráfica de evolución demográfica de Santa Rosa y Los Rojo entre 1960 y 2010 |
|                                                                             |
| Fuentes: INDEC                                                              |